# Pedicellasteridae
De Pedicellasteridae zijn een familie van zeesterren uit de orde van de Forcipulatida.

## Taxonomie
- Ampheraster Fisher, 1923
- Anteliaster Fisher, 1923
- Hydrasterias Sladen, 1889
- Pedicellaster M. Sars, 1861
- Peranaster (Fisher, 1917)
- Tarsaster Sladen, 1889